# Gąsawy Rządowe
Gąsawy Rządowe is een plaats in het Poolse district  Szydłowiecki, woiwodschap Mazovië. De plaats maakt deel uit van de gemeente Jastrząb en telt 1500 inwoners.